# Wolfgang Heinrich Puchta
Wolfgang Heinrich Puchta (født 3. august 1769 i Möhrendorf, Bayern, død 6 marts 1845 i Erlangen) var en tysk jurist og embedsmand. Han var far til Georg Friedrich og Christian Heinrich Puchta.
Puchta udgav blandt andet Handbuch des gerichtlichen Verfahrens in Sachen der freiwilligen Gerichtsbarkeit (1821; 2. oplag 1831–32) samt Beiträge zur Gesetzgebung und Praxis des bürgerlichen Rechtsverfahrens (2 bind, 1822–27).